# 7 Sinners
7 Sinners är det tyska power metal-bandet Helloweens trettonde studioalbum, utgivet i oktober 2010 på Sony Music och i Japan på Victor. Singeln "Are You Metal?" föregick albumet.
Biff Byford (Saxon) och Olaf Senkbeil (Dreamtide) gästade på skivan.
En musikvideo spelades in till "Are You Metal?"

## Låtlista
1. "Where the Sinners Go" – 3:35
2. "Are You Metal?" – 3:38
3. "Who Is Mr. Madman?" – 5:40
4. "Raise the Noise" – 5:06
5. "World of Fantasy" – 5:15
6. "Long Live the King" – 4:12
7. "The Smile of the Sun" – 4:37
8. "You Stupid Mankind" – 4:05
9. "If a Mountain Could Talk" – 6:43
10. "The Sage, the Fool, the Sinner" – 4:00
11. "My Sacrifice" – 5:00
12. "Not Yet Today" – 1:11
13. "Far in the Future" – 7:42

Bonusspår på digipakutgåvan
1. "I'm Free" – 4:10

Bonusspår på den japanska utgåvan
1. "Faster We Fall" – 4:17

## Medverkande
Musiker
- Andi Deris – sång
- Michael Weikath – gitarr
- Sascha Gerstner – gitarr
- Markus Grosskopf – basgitarr
- Dani Löble – trummor

Bidragande musiker
- Ron Deris – körsång
- Biff Byford – berättarröst
- Billy King – körsång
- Matthias Ulmer – keyboard
- Olaf Senkbeil – körsång
- Eberhard Hahn – flöjt

Produktion
- Charlie Bauerfeind – producent, inspelningstekniker, mixning
- Thomas Geiger – inspelningstekniker, redigering
- Marcos "Father Time" Moura – illustrationer
- Martin Häusler – omslagskonst, albumkonst, foto